# Cinesiologia
A cinesiologia (do grego antigo κίνησις, translit. kínēsis, 'movimento'; e λόγος, translit. logos, 'palavra, discurso') é a ciência que tem como objetivo a análise dos movimentos. De forma mais específica, estuda os movimentos do corpo humano.
Os profissionais de educação física, reabilitação psicomotora, terapia ocupacional, fisioterapia e massoterapeutas estudam a cinesiologia para entender os músculos e ligamentos e como estes se movimentam.
A finalidade da cinesiologia é compreender as forças que atuam sobre um objeto ou sobre o corpo humano e manipular estas forças em procedimentos de tratamento tais que o desempenho humano possa ser melhorado e que uma lesão adicional possa ser prevenida.